# Aviad Yafeh
Aviad Yafeh (en hebreo: אביעד יפה‎), (12 de septiembre de 1923 - 19 de mayo de 1977) fue un diplomático y político israelí que se desempeñó como miembro de la Knesset para Alineación entre 1972 y 1977.

## Biografía
Nacido en Rehovot en 1923, la familia de Yafeh se mudó a Jerusalén un mes después de su nacimiento y estuvo entre los fundadores del barrio de Beit HaKerem. Como uno de los líderes de Maccabi Hatzair, en 1936 se unió a la Hagana. Entre 1942 y 1945 enseñó en una escuela secundaria y en la Facultad de Educación David Yellin en Beit HaKerem. También estudió humanidades en la Universidad Hebrea de Jerusalén. Durante el sitio de Jerusalén en 1948, combatió en al-Qastal.
Después de la independencia de Israel, tomó un curso de diplomacia y se unió al Servicio Exterior. En 1953 fue nombrado Primer Secretario de la embajada en Canadá, donde trabajó hasta 1956. Entre 1957 y 1962 se desempeñó como cónsul en la ciudad de Nueva York y fue responsable del centro de información. Desde 1962 hasta 1965 fue Director del Departamento de Información del Ministerio de Relaciones Exteriores, antes de ocupar el cargo de secretario político y jefe de la Oficina del Primer Ministro de Levi Eshkol y de Golda Meir entre 1965 y 1972.
Aunque había estado en la lista de Alineación para las elecciones de la Knesset de 1969, Yafeh no logró ganar un escaño. Sin embargo, ingresó a la Knesset el 5 de abril de 1972 como reemplazo del fallecido Reuven Barkat. Conservó su escaño en las elecciones de 1973, pero lo perdió en 1977 .
Yafeh fue miembro del ejecutivo de Yad Levi Eshkol .
Después de dejar la Knesset, se convirtió en director general de la Agencia Judía y la Organización Sionista Mundial. Sin embargo, murió en mayo de 1977 a la edad de 53 años.